# Введено-Оятский монастырь
Введено-Оятский монастырь — православный женский монастырь в Лодейнопольском районе Ленинградской области. Расположен на левом берегу реки Оять. В прошлом — заштатный Введенский-Островский мужской монастырь в Новоладожском уезде.

## История монастыря

### Средневековый период
Точная дата основания неизвестна, предположительно не позднее рубежа XIV—XV веков. Первые сведения о нём содержатся в житии святого Александра Свирского, написанного его учеником Иродионом в 1545 году.
Одно из памятных событий в истории монастыря — рождение в селе Мандеры, которое находилось напротив монастыря на другом берегу реки Оять, в семье селян Стефана и Вассы святого Александра Свирского. Родители будущего святого были погребёны в монастыре друг подле друга примерно в 1475—1480 годы. Известно, что до 1503 года в монастыре жили и монахи, и монахини. Позже монастырь стал только мужским.
В 1582—1617 годы, в период шведского разорения, обитель прекратила своё существование. С середины XVII века до 1764 года обитель была приписной к Александро-Свирскому монастырю. В 1764 году монастырь стал заштатным.
До XIX века монастырь был полностью деревянный. После Смутного времени монастырь имел два храма — холодный Введенский с приделом апостолов Петра и Павла и тёплый Богоявленский с трапезной, колокольню с шестью колоколами, братские кельи по периметру, деревянную ограду со Святыми вратами, колодец и хозяйственные постройки. С XVII века существовала монастырская мельница на речке Чегле.

### Монастырь в Новое и Новейшее время
В современном виде каменный монастырский комплекс сформировался в первой половине XIX века.
Первое каменное здание — соборный Введенский храм с тёплым приделом в честь Тихвинской иконы Божией Матери — было построено в 1817 году. В дальнейшем каменное строительство продолжалось.

ВВЕДЕНСКО-ОСТРОВСКИЙ — заштатный монастырь при реке Ояте, число дворов — 4, число жителей: 56 м. п., 5 ж. п.; Церквей православных две. 

ВВЕДЕНСКО-ОСТРОВСКИЙ — завод монастырский при реке Чегле, число дворов — 3, число жителей: 3 м. п., 2 ж. п.; Лесопильный завод. (1862 год)

К началу XX века Введенский-Островский монастырь имел хорошо налаженное хозяйство, обители принадлежало более 500 га земли, хотя число братии по-прежнему было невелико.
В 1910 году вместо ветхого деревянного храма, стоявшего над могилами родителей Александра Свирского, по проекту епархиального архитектора А. П. Аплаксина был построен величественный собор Богоявления Господня с тремя приделами, выполненный в неорусском стиле (не сохранился).
С 1924 года административно монастырь находился на территории посёлка Совхоз «Ильич».
В качестве женской обители Введенский Островский монастырь был открыт 27 декабря 1993 года.
28 октября 2017 года посёлок Совхоз «Ильич» был упразднён в связи с отсутствием проживающего населения.
Монастырь имеет подворье в Санкт-Петербурге — храм святой благоверной княгини Анны Кашинской на Выборгской стороне. Подворье осуществляет связь обители с верующими Петербурга, в храме всегда можно узнать подробную информацию о монастыре.
Из монастыря происходит резная икона Богородицы Одигитрии размером 116,5 × 87 см, поступившая в 1937 году в Государственный Русский музей. Она датируется первой половиной XVI века; указана в древнейшей из сохранившихся описей монастыря 1675 года.